# Mekarmanik (Bojongmanik)
Mekarmanik is een bestuurslaag in het regentschap Lebak van de provincie Banten, Indonesië. Mekarmanik telt 2188 inwoners (volkstelling 2010).